# 1203 w literaturze
Wydarzenia literackie w 1203 roku.

## Wydarzenia
- Raimbaut de Vaqueiras opuścił Włochy, aby wziąć udział w IV wyprawie krzyżowej.
- Teika Fujiwara zaprezentował byłemu cesarzowi Go-Toba pierwszy szkic swojego dzieła Shin-kokin-shū.

## Nowe utwory
- obcojęzyczne
  - anonim - Rzecz o Alkasynie i Nikolecie (w języku francuskim)[1]
  - Hartmann von Aue – Iwein

## Urodzili się
- Abu Szama, muzułmański kronikarz (zm. 1268)
- Ibn Abi Usaibia, arabski pisarz i encyklopedysta (zm. 1270)
- Kujō Motoie, japoński poeta (zm. 1280)
- Hamuro Mitsutoshi, japoński poeta (zm. 1276)
- Sengaku, japoński edytor i krytyk literacki (zm. ok. 1273)

## Zmarli
- Guy z Bazoches, francuski kronikarz i poeta (ur. przed 1146)
- Ibn Umaira al-Dhabbi, muzułmański historyk i encyklopedysta (rok narodzin nieznany)
- Le Chastelain de Couci, francuski truwer (rok narodzin nieznany)
- Stefan z Tournai, francuski filozof i kanonista (ur. 1128)